# 阿里扬斯
阿里扬斯（法語：Arriance，法語發音：[aʁjɑ̃s]；洛林语：Airiance）是法国摩泽尔省的一个市镇，属于福尔巴克-布莱摩泽尔区。

## 地理
阿里扬斯（49°1'4"N, 6°29'47"E）面积6.98 平方千米，位于法国大東部大區摩泽尔省，该省份为法国东北部内陆省份，是洛林的一部分，西南接默尔特-摩泽尔省，东临下莱茵省，北与卢森堡和德国接壤。
与阿里扬斯接壤的市镇（或旧市镇、城区）包括：埃米利、埃尔尼、曼维莱尔、马尼。

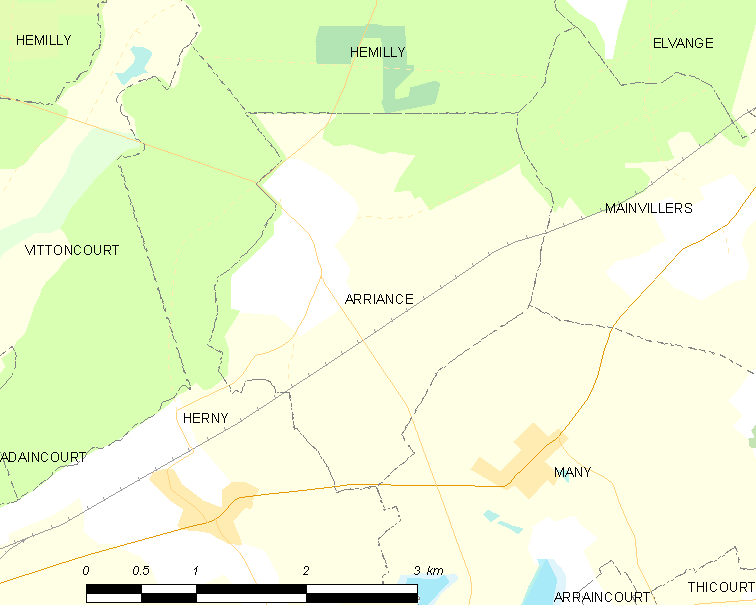
阿里扬斯的OSM定位图

阿里扬斯的时区为UTC+01:00、UTC+02:00（夏令时）。

## 行政
阿里扬斯的邮政编码为57580，INSEE市镇编码为57029。

## 政治
阿里扬斯所属的省级选区为福尔克蒙县。

## 人口

1962-2008年间阿里扬斯人口变化图示

阿里扬斯于2022年1月1日时的人口数量为216人。